# Sammet
Sammet (medellågtyska sammet, sammit) är ett vävt tyg, vars rätsida täcks av en tät, kort lugg. Tekniken för att väva sammet är mer än 800 år gammal. Sammet vävdes troligen i Italien redan på 1200-talet. Tyget används mestadels till festplagg och möbelklädsel.
- Silkessammet är sammet vävt av silke, vilket är den äldsta formen och även den dyrbaraste.
- Syntetsammet är sammet vävt av syntetfibrer i syfte att efterlikna silkessammetens glans. Möbelsammet tillverkas ofta av syntetfibrer.
- Bomullssammet är den i detaljhandeln vanligast förekommande sammeten. Den ger ett mattare intryck än silkessammeten och syntetsammeten och har ofta kortare lugg.
- Krossad sammet är inte ett sammetstyg utan en form av velour, eftersom detta tyg har stickad botten.

## Bilder

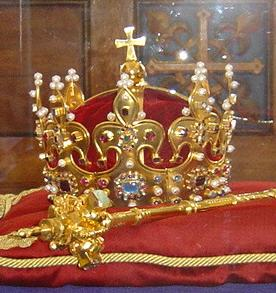
Delar av de polska riksregalierna. Krona med röd sammet i kullen, vilande på en röd sammetskudde.
Klänning av silkessammet som tillhört Wilhelmina von Hallwyl.
Pojkkänga som tillhört Gustaf V, 1870-tal.
Jacka - del av Nordstjärneordens dräkt från cirka 1820 - Livrustkammaren